# Splinter (The Offspring)
Splinter is het zevende studioalbum van de Amerikaanse punkrockband The Offspring, uitgebracht op 9 december 2003 door Columbia Records. Het was het eerste album dat de band uitbracht zonder drummer Ron Welty, die werd ontslagen vlak voor de opnamesessies.  
Hoewel het album niet zo succesvol was als de vorige albums van The Offspring, ontving Splinter twee maanden na de release een gouden certificering. Het album kreeg gemiddelde recensies, maar verkocht nog steeds redelijk goed, en debuteerde op nummer 30 op de Amerikaanse Billboard 200 met ongeveer 87.000 verkochte exemplaren in de eerste week. "Hit That" en "(Can't Get My) Head Around You" zijn de enige twee singles van het album; "Spare Me the Details" werd ook als single uitgebracht, maar alleen in Nieuw-Zeeland.

## Productie
Na bijna twee jaar het album Conspiracy of One te hebben gepromoot, begon The Offspring eind 2002 met het schrijven van nummers voor Splinter. De opnamesessies voor het album duurden van januari tot augustus 2003, waarmee het de eerste keer was dat The Offspring zo lang een album opnam (hoewel hun volgende album, Rise and Fall, Rage and Grace, uit 2008, meer dan een jaar duurde om op te nemen). Op 1 april 2003 kondigde de band op hun officiële website aan dat de titel van hun nieuwe album Chinese Democrazy zou heten vernoemd naar lang uitgestelde Chinese Democracy-album van Guns N' Roses. De groep vond het idee grappig, aangezien het album Chinese Democracy van Axl Rose al acht jaar aan het opnemen is en hij een van de duurste was in de geschiedenis van de industriële schijf. Axl Rose vond het idee niet zo grappig en ondernam juridische stappen tegen de groep totdat Rose erachter kwam dat het een 1 aprilgrap was. Hoewel de band wettelijk het recht had om de naam voor hun album te gebruiken, besloten ze het in plaats daarvan "Splinter" te noemen, Holland legde later uit dat het allemaal maar een grote grap was en dat de naam Splinter beter bij het album paste.
Ron Welty zou oorspronkelijk de drumsessies doen voor Splinter maar door het vertrek van Welty koos de band ervoor om sessiemuzikant Josh Freese drums te laten spelen voor de opname van het album, met plannen dat Freese de opvolger van Welty zou worden zodra de plaat klaar was. Freese had al andere projecten en adviseerde Atom Willard die de officiële opvolger van Ron Welty werd.
De zang van het publiek in het openingsnummer "Neocon" werd opgenomen op het Reading Festival in 2002 tijdens de set van The Offspring op het hoofdpodium van het festival. Ook was er een uitgesloten nummer dat voor het album was genomen genaamd "Pass Me By". De band vond het te zwaar voor het album, daarom stond het niet op het album. Het gerucht ging een tijdje dat het zou verschijnen op het volgende album van The Offspring, Rise and Fall, Rage and Grace, maar vanaf de release is het nummer nog niet opgedoken.
Dit is het tweede en laatste nieuwe studioalbum met het schedellogo tot nu toe op de hoes, met uitzondering van het Greatest Hits-album. Het verscheen later op hun single uit 2012 genaamd "Cruising California (Bumpin' in My Trunk)" en op hun single uit 2018 genaamd "Down". 

## Nummers
| No. | Titel                            | Looptijd |
| --- | -------------------------------- | -------- |
| 1.  | "Neocon"                         | 1:06     |
| 2.  | "The Noose"                      | 3:18     |
| 3.  | "Long Way Home"                  | 2:23     |
| 4.  | "Hit That"                       | 2:49     |
| 5.  | "Rage Against Myself"            | 3:32     |
| 6.  | "(Can't Get My) Head Around You" | 2:14     |
| 7.  | "The Worst Hangover Ever"        | 2:58     |
| 8.  | "Never Gonna Find Me"            | 2:39     |
| 9.  | "Lightning Rod"                  | 3:20     |
| 10. | "Spare Me The Details"           | 3:24     |
| 11. | "Da Hui"                         | 1:42     |
| 12. | "When You're In Prison"          | 2:35     |

## Betrokkenen

### The Offspring
- Dexter Holland - zang, slaggitaar
- Noodles - leadgitaar, achtergrondzang
- Greg K. - basgitaar, achtergrondzang

### Aanvullende musici
- Josh Freese - drums
- Higgins X-13 - achtergrondzang
- Ronnie King - keyboards op "Hit That"
- 2002 Reading Festival publiek - menigte zang op "Neocon"
- Brendan O'Brien - piano op "Spare Me the Details"
- Jim Lindberg en Jack Grisham - achtergrondzang
- Mark Moreno - dj scratch op "The Worst Hangover Ever"
- Phil Jordan - trompet op "The Worst Hangover Ever"
- Jason Powell - saxofoon op "The Worst Hangover Ever"
- Erich Marbach - trombone op "The Worst Hangover Ever"
- Josefina Vergara - concertmeester op "When You're in Prison"
- Natalie Leggett, Mario De Leon, Eve Butler, Denyse Buffum en Matt Funes - violen op "When You're in Prison"
- Larry Corbett - cello op "When You're in Prison"
- Gayle Levant - harp op "When You're in Prison"
- Suzie Katayama - orkestratie op "When You're in Prison"
- Lauren Kinkade - achtergrondzang op "When You're in Prison"